# 은하수초등학교
은하수초등학교(銀河水初等學校)는 대한민국 경상남도 진주시에 있는 공립 초등학교이다.

## 연혁
- 2022년 3월 1일 : 개교